# Antoni Morral
Antoni Morral i Berenguer (26 de agosto de 1957) es un maestro y político español. Desde el 26 de enero de 2019 fue secretario general de Crida Nacional per la República, el movimiento independentista catalán promovido desde Bélgica por Carles Puigdemont.

## Biografía
Inició su carrera política en la formación Nacionalistas de Izquierda. En 1983 logró por primera vez el acta de concejal en el Ayuntamiento de Sardañola. Morral fue uno de los miembros más importantes en la fundación de Iniciativa por Cataluña en 1987 tanto a nivel catalán como a nivel de su villa. En 1995 dirigió el área de Medio Ambiente de la Diputación de Barcelona como diputado provincial donde fomentar las agendas 21 locales.
Tras las elecciones de 2003, fue elegido alcalde de Sardañola del Vallés gracias al acuerdo de gobierno entre su partido (ICV), el partido independentista de ERC y la derecha catalana de CiU, aunque la candidata del PSC fue quien más votos consiguió. Los comicios de 2007 y gracias a un acuerdo de su partido (ICV) nuevamente con CIU, con 12 concejales sobre un total de 25, consiguió renovar el mandato. El apoyo de los concejales de la derecha española del PP fue decisivo para que pudiera volver a ser alcalde, aunque esta fuerza política no entró en el gobierno. El resultado de la consulta hizo el PSC la fuerza más votada, como en todas las elecciones municipales, pero sin la mayoría suficiente para formar gobierno debido a la negativa de ICV de querer forjar un gran pacto de izquierdas con un total de 19 concejales de 25 que hay en el consistorio.
En septiembre de 2009 Morral destituyó de todos sus cargos a Consol Pla, primera teniente de alcalde y cabeza de lista de CiU, partido con el que su formación estaba coaligado. Esto provocó la rotura del pacto de gobierno y el inicio de una etapa de inestabilidad política en Sardañola. Por su extremada debilidad en el frente del gobierno local, donde ya no tenía mayoría, y después de muchas conversaciones entre todo los partidos presentes en el consistorio, el 3 de diciembre de 2009 se presentó una moción de censura firmada por los grupos municipales de PSC y CIU donde la candidata de esta moción era el actual portavoz del PSC Carmen Carmona Pascual. Finalmente, el 16 de diciembre de 2009 se votó la moción, ésta fue aprobada con una mayoría absoluta de 13 de 25 concejales del consistorio y como consecuencia Carmen Carmona fue investida alcaldesa. Antoni Morral terminó su discurso en el debate de la moción de censura diciendo "en 2011 nos encontraremos y nos veremos las caras", dando por supuesto que se volverá a presentar a las próximas elecciones.
Hasta el 2014 fue Secretario de la Asamblea Nacional Catalana.
En  Elecciones al Parlamento de Cataluña de 2017 iba como número 18 de la circunscripción de Barcelona por la coalición Junts per Catalunya. Tras la renuncia de Joaquim Forn a su acta de diputado, entró como diputado del Parlamento de Cataluña en la legislatura XII.
En el congreso fundacional de Crida Nacional per la República celebrado el 26 de junio de 2019 resultó elegido secretario general de este partido independentista catalán promovido desde Bélgica por Carles Puigdemont.